# 두안이쉬엔
두안이쉬엔(중국어 간체자: 段艺璇, 정체자: 段藝璇, 병음: Duàn Yìxuán, 한자음: 단예선, 영어: DDD, 1995년 8월 19일 ~ )은 중국의 아이돌 가수, 배우이다. 중국의 걸 그룹 BEJ48 Team B의 일원이다. 소속사는 STAR48이다.